# Oaxaca (stat)
Oaxaca, oficial Statul liber și suveran Oaxaca (în spaniolă Estado Libre y Soberano de Oaxaca) este unul din cele 31 de state federale ale Mexicului. Statul Oaxaca se găsește în partea de sud a țării, în partea vestică a Istmului Tehuantepec, care include părți ale statelor Veracruz și Oaxaca.  Oaxaca se învecinează cu statele Guerrero la vest, Puebla, Veracruz la nord, Chiapas la est, respectiv cu Oceanul Pacific la sud.
Oaxaca este locul originar istoric al populațiilor pre-columbiene Zapotec și Mixtec, având cei mai mulți vorbitori nativi ai limbilor amerindiene vorbite în Mexicul de azi. Numele statului se regăsește și în capitala acestuia, Oaxaca, numită adesea formal, Oaxaca de Juarez.  Cu o suprafață totală de 93.952 km², statul Oaxaca este al cincilea stat al Mexicului în ordinea suprafeței. Conform recensământului din anul 2005, populația statului era de 3.506.821 locuitori.